# Rudy Caya
Rudy Caya est un auteur-compositeur-interprète québécois. Il est membre du groupe Vilain Pingouin (chanteur, guitare) et maintient une carrière solo en parallèle.

## Biographie
Né à Laval au Québec en 1961, on connaît Rudy Caya en tant que chanteur du groupe Vilain Pingouin et il ne souhaite aucunement renier cette époque durant laquelle il a connu le succès auprès de milliers de fans. C’est au début des années 1990 que Rudy Caya et Vilain Pingouin débarquent dans le paysage rock québécois. Inspiré par les Deep Purple, Black Sabbath, The Clash, Michel Pagliaro, Gilles Valiquette et Renaud. Caya, auteur compositeur et interprète, a été deux fois récipiendaire d'un Félix avec le groupe Vilain Pingouin (groupe de l'année en 1991 et pour l'album de l'année en 1993). Depuis, Vilain Pingouin a fait un retour avec les albums Yé quelle heure en 1998 et Jeux de mains en 2003. Il a eu 2 enfants, son garçon en 1992 et sa fille en 1997. Rudy Caya est victime d'un AVC en 2018.

## AlbumLe Taureau
« Le plaisir retrouvé
Du monde qui "veulent" juste jouer
Éclairer vos soirées
Pour allumer vos étés… »
Cet extrait de la chanson Le Taureau décrit précisément les intentions que Rudy Caya avaient lorsqu’il a décidé de faire cet album : avoir du plaisir en faisant ce qu’il aime avec des gens aussi passionnés que lui. Ce plaisir et cette liberté on les retrouve tout au long des 11 chansons qui constituent Le Taureau.
Rudy Caya avait déjà volé de ses propres ailes en 1995 avec son premier album solo Mourir de rire. Plus de dix années se sont écoulées avant qu’il décide de retenter l’expérience. Pour cela, il fallait qu’il ait quelque chose à dire… Le Taureau c’est la rencontre entre deux musiciens, Hugo Mudie et Rudy Caya, rencontre qui semblait a priori improbable... Pourtant, lorsque les Yesterday's Ring, autre groupe d’Hugo Mudie avec The Sainte Catherines, ont été approchés pour faire la première partie de Vilain Pingouin, les punk rockers montréalais ont accepté sans hésitation et avec un enthousiasme évident. De son côté, Rudy Caya songeait déjà à son prochain album solo lorsqu’il a entendu la musique des Yesterday’s Ring et qu’il a demandé à Hugo Mudie de faire une chanson sur son prochain disque. Finalement, ce n’est pas qu’à une chanson à laquelle Hugo Mudie a collaboré mais à l’ensemble de l’album, à titre de réalisateur.
L’objectif des deux musiciens pour cet album était le même : faire un disque simple, efficace et fidèle aux genres musicaux. Les chansons rock sont rock, celles qui sont reggae, sont reggae et les ballades et bien, elles sont tout simplement des ballades. Rassembleur dans la musique aussi bien que dans les textes, Le Taureau aborde des sujets plus personnels. Bien qu’on y parle de sujets sociaux, ils sont plus centrés sur l’individu que sur la société en général.
Bien que Le Taureau porte la signature de Rudy Caya, ce dernier voulait que l’album soit travaillé comme si c’était l’album d’un « band ». Mission accomplie : on sent à l’écoute que les nombreux collaborateurs qui ont participé à cet album l’ont fait avec les mêmes intentions et le même plaisir que Rudy Caya. De ce nombre, on compte le groupe Yesterday’s Ring (aussi The Saintes-Catherines), Les frères Séguin (Les Dales Hawerchuk), Paul Cargnello, Thomas Augustin (Malajube), Marie-Eve Roy (Vulgaires Machins), Rick Hayworth et des membres de Vilain Pingouin.
Sortie d'un clip Rudy Caya - Le taureau en 2008.

## Discographie

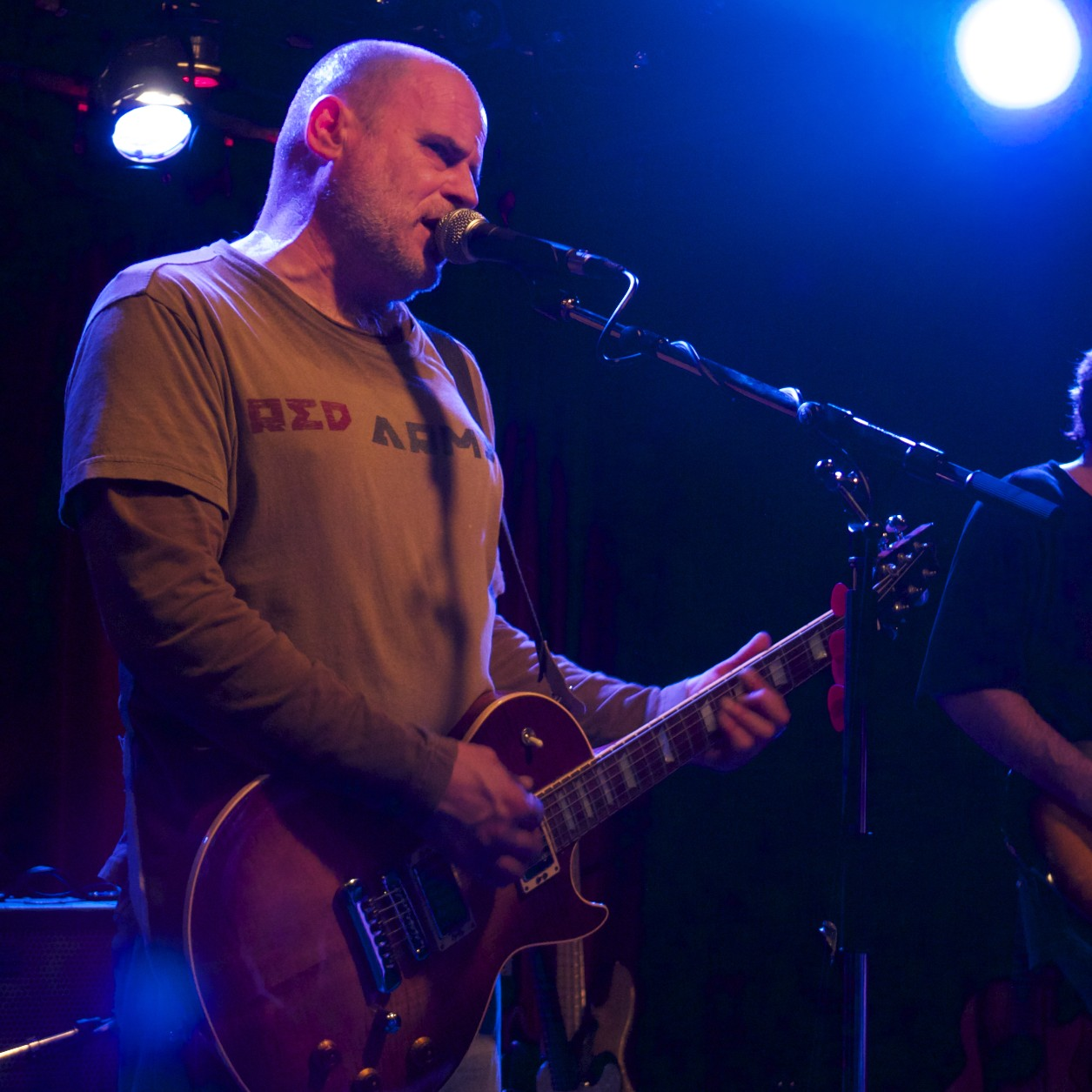
Rudy Caya au Petit Campus le 29 janvier 2011.

- Mourir de rire (1995)
- Le Taureau (2007)

## Prix et mérites
- Disque or pour Vilain Pingouin (1991)
- Félix: Vilain Pingouin, groupe de l'année au gala de l'ADISQ (1991)
- Félix: Rock et roule de Vilain Pingouin, album Rock de l'année au gala de l'ADISQ (1993)
- Disque or pour Roche et Roule (1998)